# Idasola argentea
Idasola argentea är en musselart som först beskrevs av John Gwyn Jeffreys 1876.  Idasola argentea ingår i släktet Idasola och familjen blåmusslor. Inga underarter finns listade i Catalogue of Life.